# ناحیه تیموث، میشیگان
ناحیه تیموث (به انگلیسی: Taymouth Township) یک منطقهٔ مسکونی در ایالات متحده آمریکا است که در شهرستان سگینا، میشیگان واقع شده‌است.
 ناحیه تیموث ۹۲٫۴ کیلومتر مربع مساحت و ۴٬۵۲۰ نفر جمعیت دارد و ۱۸۷ متر بالاتر از سطح دریا واقع شده‌است.